# Phân Nghi
Phân Nghi (tiếng Trung: 分宜县; bính âm: Fēnyí Xiàn) là một huyện thuộc địa cấp thị Tân Dư, tỉnh Giang Tây, Trung Quốc

### Hành chính
Phân Nghi được chia ra thành 12 đơn vị hành chính cấp hương, bao gồm 2 nhai đạo, 7 trấn và 3 hương. Ngoài ra huyện này còn quản lý 7 đơn vị ngang cấp hương khác.
- Nhai đạo: Kiềm Đông (钤东街道), Kiềm Tây (钤西街道)
- Trấn: Phân Nghi (分宜镇), Dương Kiều (杨桥镇), Hồ Trạch (湖泽镇), Song Lâm (双林镇), Kiềm Sơn (钤山镇), Dương Giang (洋江镇), Phượng Dương (凤阳镇)
- Hương: Động Thôn (洞村乡), Cao Lam (高岚乡), Thao Trường (操场乡)

Đơn vị ngang cấp hương khác:
- Khu công nghiệp: Khu công nghiệp huyện Phân Nghi (分宜县工业园)
- Lâm trường: Phương Sơn (分宜县芳山林场), Niên Châu (年珠林场), Sơn Hạ (山下林场), Thượng Thôn (上村林场), Trường Phụ (长埠林场), Đông Khanh (东坑林场)